# 大般若長光
大般若長光（だいはんにゃながみつ）は、鎌倉時代に作られたとされる日本刀（太刀）である。日本の国宝に指定されており、東京都台東区にある東京国立博物館所蔵。国宝指定名称は「太刀銘長光(大般若長光)
」（たち めいながみつ だいはんにゃながみつ）。

## 概要
備前国（岡山県）の刀工・長光によって作られた太刀である。長光は、長船派（おさふねは）の創始者として知られる刀工・光忠の子で、現存する作刀は比較的多い。「長光」二字銘のものを初代、「左近将監」の受領銘のあるものを二代とする見方もあるが、両者を同一人の作と見なし、一代限りと見るのがほぼ定説である。大般若長光は、「長光」二字銘である。鎌倉時代から南北朝時代の太刀は、磨上（すりあげ、刀剣用語で後世に寸法を縮めることを指す）が多いが、この太刀は制作当初の姿をよく残し、高低の差が大きく華やかな刃文が特色である。
大般若長光の名前の由来は、室町時代に他に類をみない銭六百貫という破格の代付（だいづけ）がなされたため、全六百巻ある経典の大般若経（だいはんにゃきょう）に引き合わせて名付けられたとされる。
元々は足利将軍家の所有であったが、第13代将軍足利義輝が重臣三好長慶に下賜され、やがて織田信長の手に渡る。姉川の戦いの功により信長から授けられた徳川家康は、長篠の戦いの戦功として奥平信昌に与えた。その後は、信昌の末子で家康の養子にもなった松平忠明が所持し、そのまま忠明の家系（武蔵国忍藩（おしはん））が所蔵したまま、明治年間を迎えた。
大正年間には、同家から売り立てに出されたものを愛刀家として知られる伊東巳代治伯爵が買い受けて愛蔵した。関東大震災の際には保管されていた蔵が倒壊し、瓦礫の下敷きとなって刀身が曲がるという被害を受けたが修復され、以後も伊東伯爵家によって所蔵された。1931年（昭和6年）12月14日に重要文化財（当時の国宝、いわゆる旧国宝）に指定されている。
伊東伯爵の死後、1939年（昭和14年）に旧帝室博物館（現東京国立博物館）に買い上げられることとなり、その際に提示された買上価格である6万円は話題となった。1941年（昭和16年）、遺族からに正式に帝室博物館に譲渡された。戦後も引き続き東京国立博物館で所蔵されている。1951年（昭和26年）6月9日に文化財保護法に基づく国宝（新国宝）に指定された。

## 作風

### 刀身
刃長73.6センチメートル、反り2.9センチメートル。造り込みは鎬造（しのぎづくり）、庵棟（いおりむね）。刀姿は腰反り高く、切先は中切先（ちゅうぎっさき）詰まり猪首（いくび）となる。地鉄（じがね）は小板目肌が約（つ）み、地沸（じにえ）細かにつき、乱映り（みだれうつり）が立つ。刃文は高低のある丁子乱を主体に大丁子、互の目（ぐのめ）まじり、足・葉（よう）よく入り、ところどころ金筋（きんすじ）入り、総体に匂口冴える。帽子は乱れ込んで先は小丸に返る。彫物は表裏に棒樋（ぼうひ）を丸止めとする。茎（なかご）は生ぶで、先をわずかに切る。鑢目（やすりめ）は勝手下り。目釘孔2つ。佩表に「長光」二字銘がある。

### 刀剣用語の説明
- 地沸 - 刃文を構成する鋼の粒子が肉眼で1粒1粒見分けられる程度に荒いものを沸（にえ）、1粒1粒見分けられず、ぼうっと霞んだように見えるものを匂（におい）と称する。沸も匂も冶金学上は同じ組織である。沸と同様のものが地の部分に見えるものを地沸と称する。
- 映り - 地の部分に刃文とほぼ平行して影のように見えるもので、備前刀の特色であるが、他国の作刀にも見られる。
- 足、葉 - 地と刃の境から刃縁に向かって延びる短い線状のものを足、同様のものが刃中に孤立しているものを葉という。
- 金筋 - 刃中の沸がつらなって線状となり、光って見えるものを指す。
- 匂口 - 地と刃の境目。これが線状に細く締まっているものを「匂口締まる」と言い、その他作風によって「匂口深い」「匂口冴える」「匂口うるむ」等と表現する。
- 帽子 - 切先部分の刃文のことで、流派や刀工の個性が現れやすく、鑑賞、鑑定上も見所となる。